# Мари Дреслер
Мари Дреслер (енгл. Marie Dressler) је била канадско-америчка глумица, рођена 9. новембра 1868. године у Кобургу (Канада), а преминула 28. јула 1934. године у Санта Барбари (Калифорнија). Добитница је Оскара за најбољу главну глумицу за улогу у филму Мин и Бил.

## Филмографија
- Ана Кристи